# Brett Robinson
Brett John Robinson (Toowoomba, 24 de enero de 1970) es un exrugbista y médico australiano, que se desempeñaba como ala. Fue internacional con los Wallabies en los años 1990 y es el actual presidente de World Rugby.

## Biografía
Estudió en la Universidad de Queensland y se recibió de médico, especializándose en neurología. En 2000 realizó su doctorado en ortopedia en la destacada Universidad de Oxford y en su país es considerado un experto en conmoción cerebral.
Luego de su retiro como rugbista, se dedicó a la dirigencia y en los años 2000 trabajó en la gerencia de Rugby Australia. Desde 2016 es miembro directivo de la junta ejecutiva de World Rugby.
En noviembre de 2024 fue elegido nuevo presidente de World Rugby, convirtiéndose en el primero del hemisferio sur y venciendo al francés Abdelatif Benazzi y al italiano Andrea Rinaldo. Robinson era el candidato respaldado por New Zealand Rugby, Rugby Australia y la Rugby Football Union, prometiendo abrir nuevos mercados y un estricto control de estabilidad económica.

## Carrera
Debutó en la primera de los Queensland Reds en 1993 y jugó con ellos hasta 1996, cuando se convirtió en profesional al ser adquirido por los Brumbies para disputar la temporada inaugural del recién creado Súper Rugby.
Fue capitán de los Brumbies hasta 2000, cuando se retiró como profesional. Mientras estudió en Reino Unido jugó para el Oxford University RFC, fue capitán del equipo y disputó el célebre The Varsity Matches dos veces.

## Selección nacional
Representó a los Junior Wallabies en 1991 y John Connolly lo seleccionó para Australia A en 1994.
Greg Smith lo convocó a los Wallabies por vez primera en octubre de 1996, para disputar las pruebas de fin de año y debutó frente a Italia. Participó del Torneo de las Tres Naciones 1997, fue cambiado a octavo y se ganó la titularidad ante los All Blacks.
Con la llegada de Rod Macqueen mantuvo la titularidad y jugó en la gira de los Wallabies en 1997, pero el técnico dejó de seleccionarlo y prefirió en su lugar a Matt Cockbain, el tongano Toutai Kefu y David Wilson. Su última prueba, de 16 totales, fue en septiembre de 1998 contra Tonga y aquí marcó su único try.